# Slaget vid Kulm
Slaget vid Kulm var ett slag vid orten Chlumec u Chabařovic (Kulm) under Napoleonkrigen 29-30 augusti 1813, mellan franska trupper på ena sidan och preussiska, ryska och österrikiska på den andra.
Under förföljandet av den i slaget vid Dresden besegrade böhmiska armén hade den franske generalen Dominique Joseph Vandamme med 32.000 man trängt fram till Kulm. 29 augusti anfölls han här av österrikare och ryssar, som endast sakta lyckades tränga framåt. Då plötsligt uppenbarade sig en pruessisk här under befäl av Friedrich von Kleist i Vandammes rygg. Beslutsamt kastade denne huvudmassan av sina trypper mot dem i avsikt att slå sig igenom, men endast delar av hans kår lyckades. Slaget vid Kulm kostade fransmännen över 18.000 man och nästan allt deras artilleri och betraktas som vändpunkten i fälttåget.